# Vegard Hansen
Vegard Hansen (Drammen, 8 augustus 1969) is een voormalig  betaald voetballer uit Noorwegen, die speelde als centrale verdediger. Na zijn actieve loopbaan stapte hij het trainersvak in. Sinds 2006 is hij de technisch eindverantwoordelijke bij Mjøndalen IF.

## Erelijst
Strømsgodset IF
- Beker van Noorwegen

1991